# Gilbert Lavoine
Gilbert Lavoine (* 3. Februar 1921 in Laon; † 22. Januar 1965 ebenda) war ein französischer Boxer. Er war Europameister der Berufsboxer im Weltergewicht.

## Werdegang
Gilbert Lavoine kam spät zum Boxen. Als Amateur bestritt der untersetzte, nur 1,64 m große Sportler, nur 25 Kämpfe, von denen er 24 gewann. 1948 wurde er Berufsboxer und siegte in seinem ersten Kampf in Laon, Département Aisne, gegen Maurice Fourel nach sechs Runden nach Punkten. Bereits in seinem nächsten Kampf landete er am 4. November 1948 in Paris einen KO-Sieg in der 1. Runde über Roger Djabali. Schnelle KO-Siege wurden dann in der Laufbahn von Gilbert Lavoine zu seinem Markenzeichen. Am Ende seiner Karriere hatte er knapp 50 Prozent seiner Kämpfe durch KO gewonnen. Diese Tatsache weist auf seine Schlaghärte und sein Durchsetzungsvermögen hin. Gilbert Lavoine blieb seiner Heimatstadt Laon während seiner langen Karriere treu. Über die Hälfte seiner Kämpfe bestritt er in dieser Stadt oder in Städten der näheren Umgebung wie St. Quentin, Lille, Rennes oder Reims. Im Ausland startete er nur höchst selten. Er erhielt schon bald die Spitznamen "Matador von Laon" bzw. "Attila des Rings".
Schon am 15. Februar 1949 kämpfte Gilbert Lavoine im Weltergewicht gegen Charles Humez, der ihm als ehemaliger französischer Meister bei den Amateuren an Erfahrung weit überlegen war. Humez gewann diesen Kampf nach sechs Runden nach Punkten. Bis Mitte des Jahres 1950 hatte sich Gilbert Lavoine in Frankreich aber so weit nach vorne geboxt, dass er Emmanuel Clavel, den französischen Meister im Weltergewicht herausfordern konnte. Dieser Kampf fand am 16. Juli 1950 in Laon statt und Gilbert Lavoine wurde durch einen Disqualifikationssieg in der 12. Runde neuer französischer Meister. Er verteidigte diesen Titel am 16. Oktober 1950 in Paris gegen Bruno Marostegan und am 5. Dezember 1950 in Amiens durch einen Punktsieg über Omar Kid Le Noir, erfolgreich. Beide Kämpfe gingen über die volle Distanz von 15 Runden.
Am 26. Februar 1951 verlor Gilbert Lavoine diesen Titel in Paris durch eine Punktniederlage an Charles Humez. Am 30. Juni 1951 verlor er in Marseille auch gegen Pierre Langlois, einem anderen französischen Spitzenboxer im Weltergewicht knapp nach Punkten. Durch Siege über den deutschen Meister Walter Schneider am 12. Juli 1952 in Laon, den Spanier Vicente Echevarria am 8. Februar 1953 in Laon und über Bruno Marostegan am 27. Februar 1953 in Rouen erkämpfte er sich das Recht am 22. März 1953 in Paris gegen den Briten Cliff Curvis um den vakanten, von Charles Humez niedergelegten Europameistertitel im Weltergewicht kämpfen zu dürfen. Er gewann dieses Gefecht durch Disqualifikation seines Gegners in der 10. Runde und war damit neuer Europameister im Weltergewicht.
Diesen Titel verteidigte Gilbert Lavoine am 6. Juni 1953 in Nizza durch einen KO-Sieg in der 4. Runde gegen den Belgier Kid Dussart. Am 26. August 1954 verteidigte er den EM-Titel in Liverpool dann gegen den Engländer Wally Thom ein weiteres Mal. Thom erwies sich in diesem Kampf als äußerst stark und besiegte Gilbert Lavoine durch techn. KO in der 10. Runde.
Gilbert Lavoine war danach noch bis 1962 aktiv. Er wechselte in das Mittelgewicht und wurde am 4. Februar 1957 in Paris durch einen Punktsieg über Robert Guivarch französischer Meister im Mittelgewicht. Bereits am 2. Juni des gleichen Jahres musste er diesen Titel aber schon durch eine Punktniederlage gegen den bedeutend jüngeren Andre Drille wieder abgeben. 1959 und 1960 kämpfte er auch zweimal in Deutschland. Am 13. März 1959 boxte er in Berlin gegen den deutschen Weltergewichtsmeister Günther Hase unentschieden und am 13. Februar 1960 verlor er in Stuttgart gegen Max Resch nach Punkten.
Am 7. August 1962 bestritt Gilbert Lavoine in Berck-Plage, Département Pas-de-Calais, seinen letzten Kampf. Er gewann dabei über Gilbert Souday nach Punkten.
Seine letzten Lebensjahre verbrachte Gilbert Lavoine in seiner Heimatstadt Laon, wo er schon am 22. Januar 1965 im Alter von nur 44 Jahren an einer schweren Virusinfektion verstarb. Zu seinen Ehren trägt in Laon eine Sporthalle seinen Namen.